# Zdeněk Douša
Zdeněk Douša (Praga, 5 marzo 1947 – 3 novembre 2023) è stato un cestista cecoslovacco.

## Biografia
Con la Cecoslovacchia ha disputato tre edizioni dei Giochi olimpici (Monaco 1972, Montréal 1976, Mosca 1980), tre dei Campionati mondiali (1970, 1974, 1978) e tre dei Campionati europei (1975, 1977, 1979).

## Vita privata
Fu sposato con la cestista Hana Jarošová.